# Chawka Folman-Raban
Chawka Folman-Raban, pierwotnie Ewa Folman (hebr. חווקה פולמן רבן; ur. 19 kwietnia 1924 w Kielcach, zm. 9 stycznia 2014 w Lochame ha-Geta’ot) – żydowska działaczka ruchu oporu w getcie warszawskim.

## Życiorys
Jej ojciec został zamordowany w obozie zagłady w Treblince, jej dwaj bracia także zginęli podczas II wojny światowej, byli członkami ruchu oporu. Jej matka przeżyła wojnę i także wyemigrowała do Izraela.
W getcie warszawskim była aktywistką Droru i uczennicą konspiracyjnego gimnazjum prowadzonego przez tę organizację.
Pierwotnie mieszkała w kamienicy przy ulicy Dzielnej 43, następnie w siedzibie Droru przy ulicy Dzielnej 34. Jako łączniczka Żydowskiej Organizacji Bojowej jeździła do wielu miast okupowanej Polski. Została aresztowana w grudniu 1942 w Krakowie w związku z zamachem na kawiarnię Cyganeria i osadzona w więzieniu Montelupich. Posługując się fałszywymi dokumentami na nazwisko Emma Marciniak po przesłuchaniach została uznana za Polkę pomagającą Żydom i deportowana do obozu koncentracyjnego Auschwitz-Birkenau. Następnie trafiła do Ravensbrück, gdzie została wyzwolona.
Po zakończeniu wojny wróciła do Polski. W 1947 wyemigrowała do Palestyny. Była współzałożycielką i długoletnią mieszkanką kibucu Lochame ha-Geta’ot (Kibucu Bojowników Gett). Pracowała jako nauczycielka i przewodnik w Muzeum Bojowników Getta. Wielokrotnie odwiedzała Polskę z grupami izraelskiej młodzieży.
W 2013 wraz z Symchą Ratajzerem uczestniczyła w obchodach 70. rocznicy powstania w getcie warszawskim.
Miała troje dzieci. Zmarła 9 stycznia 2014 w Lochamej HaGeta’ot w Izraelu. Została pochowana na cmentarzu w tym kibucu.
Autorka książki wspomnieniowej Nie rozstałam się z nimi... wydanej przez Żydowski Instytut Historyczny w 2000.